# Diplusodon hirsutus
Diplusodon hirsutus är en fackelblomsväxtart som först beskrevs av Adelbert von Chamisso och Schltdl., och fick sitt nu gällande namn av Dc.. Diplusodon hirsutus ingår i släktet Diplusodon och familjen fackelblomsväxter. Inga underarter finns listade i Catalogue of Life.